# Shizuo Miyama
Shizuo Miyama, född Hiroshima prefektur, Japan, är en japansk tidigare fotbollsspelare.